# Elaeocarpus mutabilis
Elaeocarpus mutabilis är en tvåhjärtbladig växtart som beskrevs av Weibel. Elaeocarpus mutabilis ingår i släktet Elaeocarpus och familjen Elaeocarpaceae. Inga underarter finns listade i Catalogue of Life.